# 山田恵梨子
山田 恵梨子（やまだ えりこ、1981年12月18日 - ）は、元福井放送 (FBC) のアナウンサー。

## 来歴
愛知県名古屋市出身。成城大学卒業。
2004年4月にFBCに入社。同期に元同局アナウンサーの鈴木沙和子がいる。山田はFBC入社前に東京アナウンスセミナーに通っていたことがあるが、そこでも鈴木と同期であった（共に4期生）。 
地上波テレビのアナログ放送が行われていた時代には、NHK福井の鈴木愛悠、福井テレビの副島優子とともに福井エリアの地上デジタル放送推進大使を務めていた。
2024年3月でFBCを退社し、フリーアナウンサーに転向した。

## 担当番組

### FBCテレビ
- ふれあい若狭 - 「エネルギーの豆知識」ナレーター
- おじゃまっテレ ワイド&ニュース FRIDAY - メインキャスター（2012年4月 - ）
- おはようふくいセブン
- ニュース

## 過去の担当番組

### FBCテレビ
- 夕方いちばんプラス1フライデー - 駅前中継リポーター[1]、「我が家のペット君」担当[5]
- Newsリアルタイムふくい - 17時台MC、ニュースキャスター
- おはようふくい730 - 不定期出演
- おじゃまっテレ - 17時台MC
- 福井商工会議所リポート[6]
- 福井夢応援プロジェクト ドリーマーズ（2008年6月29日）[7]
- おじゃまっテレ ワイド&ニュース - 水曜・木曜メインキャスター（2010年3月 - 2016年3月）
- 夜はすっぴん女子アナ7[8]

### FBCラジオ
- ドッキドキ土曜日[9]
- 良ーいドン!! - 堀内くみ子休暇中の代理出演[9]